# Patrick Butler à la barre
Patrick Butler à la barre — Patrick Butler for the Defense dans l'édition originale américaine — est un roman policier américain publié par John Dickson Carr en 1956.

## Résumé
À son bureau de Londres, le jeune avoué Hugh Prentice reçoit un jour la visite d'un certain Abu d'Ispahan, homme d'autant plus singulier qu'il prétend que tous ses malheurs proviennent de ses gants !
Plaidant que son frère est la victime d'une escroquerie et que toute l'affaire, exposée de façon embrouillée, risque de conduire à un assassinat, le visiteur finit par convaincre Prentice qu'il est en présence d'un fou. Le jeune avoué s'excuse donc un instant auprès de son interlocuteur et, devant le seuil de son bureau, tombe sur James Vaughan, son associé, à qui il tente de refiler l'importun. Mal lui en prit, car lorsqu'il revient dans la pièce parfaitement close, et dont il n'a jamais quitté l'unique entrée des yeux, il découvre le corps poignardé d'Abu. 
Bouleversé à l'idée d'être inculpé, Prentice cède à la panique et court rejoindre son ami, l'avocat Patrick Butler, qui a secondé plus d'une fois le célèbre Gideon Fell dans de complexes affaires criminelles. Or, le Dr Fell étant en vacances sur une île près de la péninsule Ibérique, Butler entend se charger de l'enquête. Les deux hommes interrogent d'abord le partenaire d'Abu dans un numéro d'illusionnisme, puis, avec la police à leurs trousses, se voient bientôt contraints de plonger dans les dangereux faubourgs de Londres à la recherche d'un caïd des bas-fonds.

## Particularités du roman
Après Satan vaut bien une messe, il s'agit de la seconde et dernière apparition du jeune avocat Patrick Butler, qui prend ici les rênes d'une enquête appartenant au roman d'aventures aussi bien qu'au whodunit, le genre courant chez John Dickson Carr.
Dans une tentative pour rafraîchir son art, l'auteur introduit pour la première et dernière fois dans cette œuvre mineure des dialogues un peu lestes entre ses deux héros qui émettent plus d'un commentaire désabusé sur les femmes.

## Éditions
Éditions originales en anglais
- (en) John Dickson Carr, Patrick Butler for the Defense, New York, Harper, 1956 — édition originale américaine.
- (en) John Dickson Carr, Patrick Butler for the Defense, Londres, Hamish Hamilton, 1956 — édition originale britannique.

Éditions françaises
- (fr) John Dickson Carr (auteur) et Jean-André Rey (traducteur), Patrick Butler à la barre [« Patrick Butler for the Defense »], Paris, Librairie des Champs-Élysées, coll. « Le Masque no 1926 », 1988, 219 p. (ISBN 2-7024-1836-8, BNF 34955506)
- (fr) John Dickson Carr (auteur) et Jean-André Rey (traducteur), Patrick Butler à la barre [« Patrick Butler for the Defense »], Paris, Librairie des Champs-Élysées, coll. « Le Club des Masques no 636 », 1994, 219 p. (ISBN 2-7024-9109-X, BNF 35834651)

## Source bibliographique
- Roland Lacourbe, John Dickson Carr : scribe du miracle. Inventaire d'une œuvre, Amiens, Encrage, 1997, p. 101.